# مهدي عبد الزهرة
مهدي عبد الزهرة جميغ (17 مارس 1996 – 23 مارس 2015) لاعب كرة قدم عراقي سابق كان يجيد اللعب في مركز الدفاع مع نادي الكهرباء والمنتخب العراقي الأولمبي. أحد اللاعبين الشباب الذين مثلو الأندية المحلية ومنتخبات الفئات العمرية.
قٌتل في تفجير سيارة مفخخة يوم الإثنين الموافق 23 مارس 2015.